# Andrievs Niedra
Andrievs Niedra (anciennement Andreews Needra), né le 8 février 1871 dans le Pagast de Tirza près de Gulbene en Lettonie, alors Gouvernement de Livonie au sein de l'Empire russe, mort le 25 septembre 1942 dans Riga occupée par l'Allemagne nazie, est un écrivain letton, pasteur luthérien et premier ministre du gouvernement fantoche mis en place par l'Allemagne en Lettonie entre avril et juin 1919, pendant la Guerre d'indépendance de la Lettonie.

## Biographie
Niedra publie son premier recueil de poème alors qu'il n'a que dix-neuf ans, et il a à peine vingt lorsque commencent à paraître ses récits de fiction en feuilleton dans le journal Baltijas Vēstnesis. Entre 1890 et 1899 il étudie la théologie à l'université de Dorpat (maintenant Tartu). Mélangeant une esthétique fantastique à l'idéalisme, ses histoires, ses critiques et ses pièces prennent la plupart du temps pour sujet l'émergence de l'intelligentsia lettone et la situation de la paysannerie à l'égard de la caste dominante des barons germano-baltes. Croyant que la société ne peut se développer qu'au travers d'une évolution et non au travers de révolutions, Niedra était un farouche opposant du socialisme et était considéré comme un réactionnaire par une société en pleine ébullition révolutionnaire.
Après avoir collaboré avec les autorités militaires allemandes tentant de garder la mainmise sur ce qui avait constitué pendant la Première Guerre mondiale l'Ober Ost, il est fait premier ministre du gouvernement fantoche mis en place par les forces de Rüdiger von der Goltz qui dépose le gouvernement de Kārlis Ulmanis, en avril 1919. Après la défaite allemande, Niedra fuit la Lettonie. Il revient toutefois en 1924, mais c'est pour être arrêté, jugé, condamné pour trahison, et finalement banni. En exil, il se fait pasteur d'une congrégation allemande de la province de Prusse-Orientale, et prend la nationalité allemande. Il écrit alors son Tautas nodevēja atmiņas (Mémoire d'un traître à la nation). La première édition est détruite par Kārlis Ulmanis, devenu dictateur après le coup d'État du 15 mai 1934, et ses ouvrages sont interdits. Niedra rentre finalement en Lettonie après l'occupation de son pays par l'Allemagne, en 1942, et meurt à Riga. Il est inhumé au Cimetière de la Forêt.

## Source
- (en) Cet article est partiellement ou en totalité issu de l’article de Wikipédia en anglais intitulé « Andrievs Niedra » (voir la liste des auteurs).